# Polk County (Nebraska)
Polk County ist ein County im Bundesstaat Nebraska der Vereinigten Staaten. Der Verwaltungssitz (County Seat) ist Osceola. Benannt wurde die Stadt nach dem Häuptling Osceola vom Volk der Seminolen und war die Heimat von drei Gouverneuren von Nebraska: Albinus Nance, John Hopwood Mickey und Ashton Shallenberger. 1895 zerstörte ein Feuer alle Gebäude bis auf zwei.

## Geographie
Das County liegt im mittleren Osten von Nebraska und hat eine Fläche von 1141 Quadratkilometern, wovon 5 Quadratkilometer Wasserfläche sind. Es grenzt im Uhrzeigersinn an folgende Countys: Butler County, York County, Hamilton County, Merrick County und Platte County.

## Geschichte
Polk County wurde 1856 gebildet. Benannt wurde es nach dem Präsidenten James K. Polk.
Sechs Bauwerke und Stätten des Countys sind im National Register of Historic Places eingetragen (Stand 12. Februar 2018).

## Demografische Daten

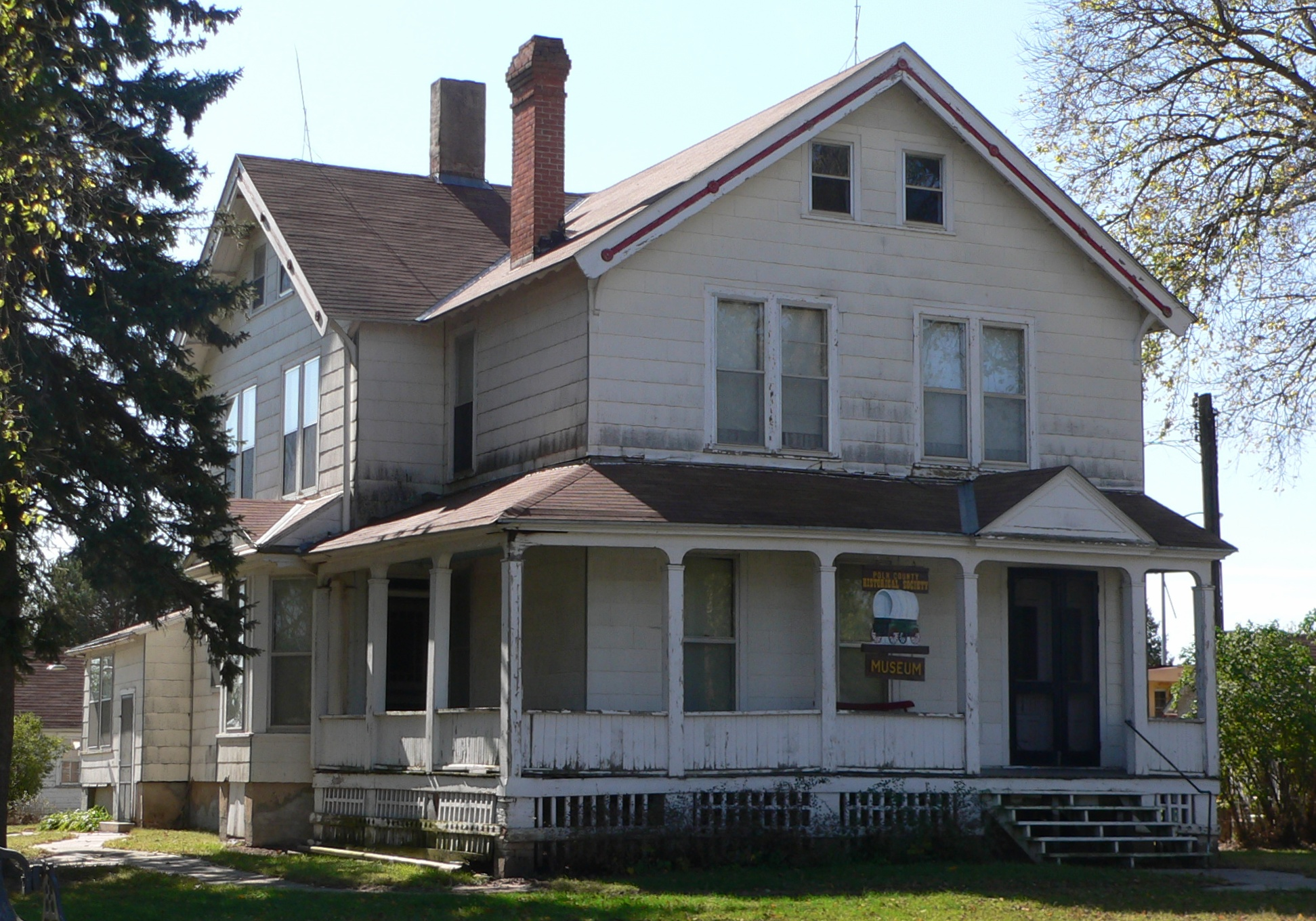
Gov. John Hopwood Mickey House, gelistet im NRHP

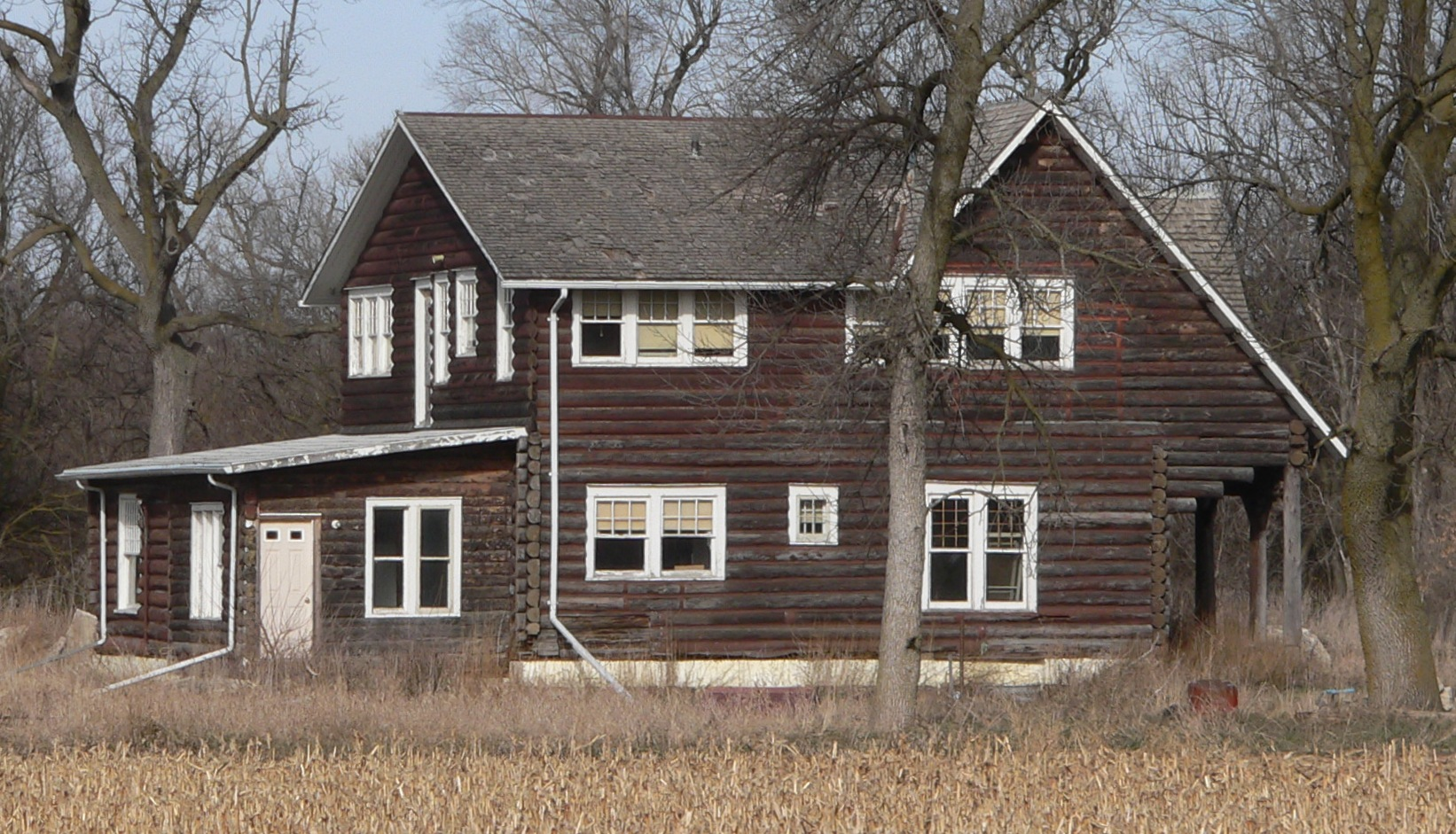
Charles H. Morrill Homestead, gelistet im NRHP

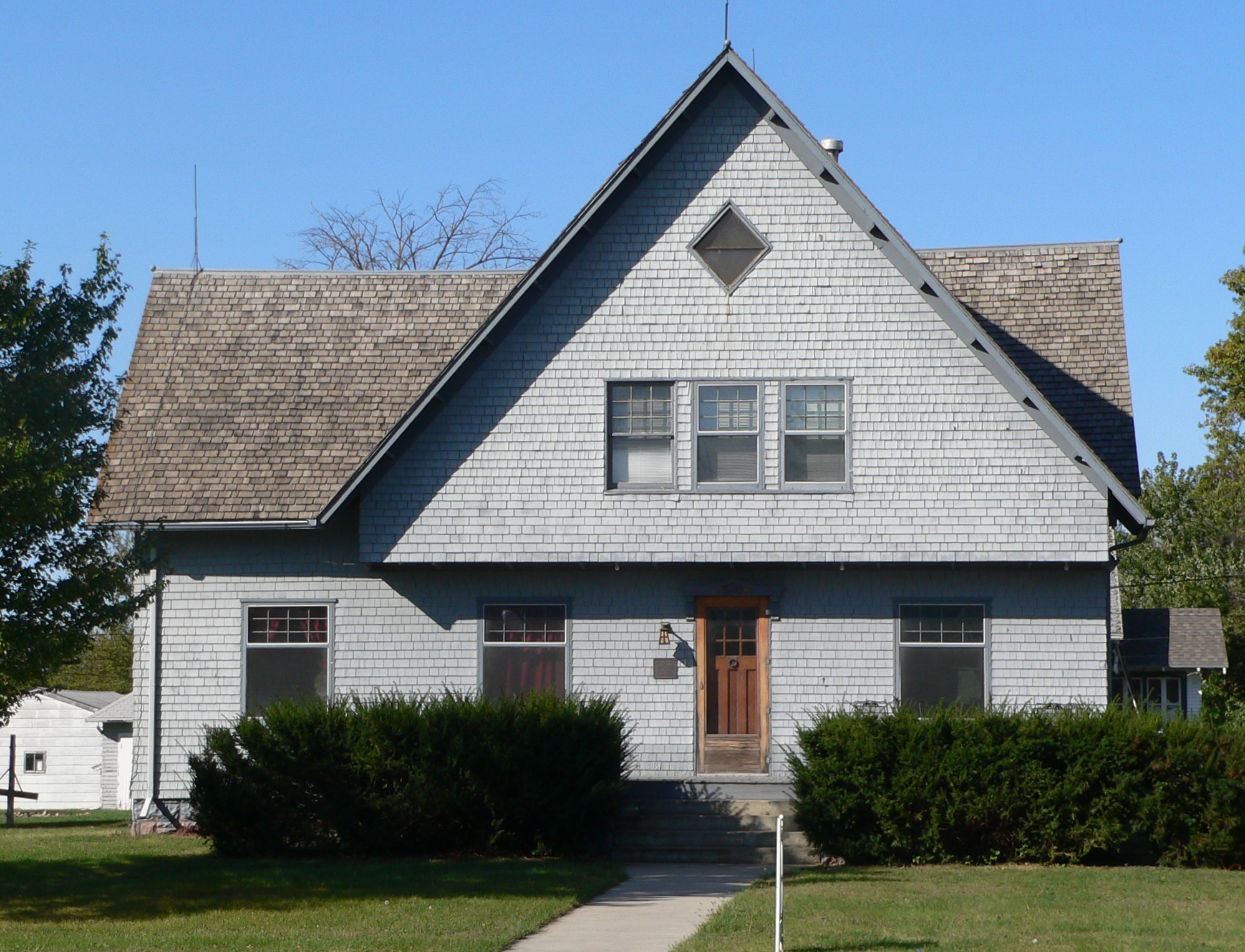
Victor E. Wilson House, gelistet im NRHP

Nach der Volkszählung im Jahr 2000 lebten im Polk County 5639 Menschen in 2259 Haushalten und 1570 Familien. Die Bevölkerungsdichte betrug 5 Einwohner pro Quadratkilometer. Ethnisch betrachtet setzte sich die Bevölkerung zusammen aus 98,92 Prozent Weißen, 0,02 Prozent Afroamerikanern, 0,28 Prozent amerikanischen Ureinwohnern, 0,09 Prozent Asiaten und 0,28 Prozent aus anderen ethnischen Gruppen; 0,41 Prozent stammten von zwei oder mehr Ethnien ab. 1,08 Prozent der Bevölkerung waren spanischer oder lateinamerikanischer Abstammung.
Von den 2259 Haushalten hatten 29,9 Prozent Kinder und Jugendliche unter 18 Jahre, die bei ihnen lebten. 62,9 Prozent waren verheiratete, zusammenlebende Paare, 4,1 Prozent waren allein erziehende Mütter, 30,5 Prozent waren keine Familien, 27,6 Prozent waren Singlehaushalte und in 15,4 Prozent lebten Menschen im Alter von 65 Jahren oder darüber. Die Durchschnittshaushaltsgröße betrug 2,43 und die durchschnittliche Familiengröße lag bei 2,97 Personen.
Auf das gesamte County bezogen setzte sich die Bevölkerung zusammen aus 25,1 Prozent Einwohnern unter 18 Jahren, 6,0 Prozent zwischen 18 und 24 Jahren, 24,4 Prozent zwischen 25 und 44 Jahren, 23,1 Prozent zwischen 45 und 64 Jahren und 21,4 Prozent waren 65 Jahre alt oder darüber. Das Durchschnittsalter betrug 42 Jahre. Auf 100 weibliche Personen kamen 100,5 männliche Personen. Auf 100 Frauen im Alter von 18 Jahren oder darüber kamen statistisch 95,7 Männer.
Das jährliche Durchschnittseinkommen eines Haushalts betrug 37.819 USD, das Durchschnittseinkommen der Familien betrug 45.081 USD. Männer hatten ein Durchschnittseinkommen von 30.286 USD, Frauen 19.595 USD. Das Prokopfeinkommen betrug 17.934 USD. 4,4 Prozent der Familien und 5,8 Prozent der Bevölkerung lebten unterhalb der Armutsgrenze. Davon waren 7,2 Prozent Kinder oder Jugendliche unter 18 Jahre und 4,7 Prozent waren Menschen über 65 Jahre.

## Orte im County
- Durant
- Osceola
- Polk
- Shelby
- Stromsburg
- Swedehome